# Kamen (Split)
Kamen is een plaats in de gemeente Split in de Kroatische provincie Split-Dalmatië. De plaats telt 2.184 inwoners (2001).